# Fernando Léniz
Fernando Léniz Cerda (Concepción, 30 de julio de 1927 - Santiago, 25 de septiembre de 2013) fue un ingeniero civil, académico, empresario y dirigente gremial chileno. Destacó como estrecho colaborador del general Augusto Pinochet, quien en su dictadura militar lo nombró como ministro de Economía, Fomento y Reconstrucción.
También fue alto ejecutivo y directivo del diario El Mercurio, y líder de los empresarios forestales en tres periodos.

## Familia y estudios
Realizó sus estudios primarios en el Colegio Alemán de Valdivia hasta 1937.
 Al año siguiente se trasladó a Santiago, donde se incorporó al Colegio Alemán de esa comuna, hasta 1939. Posteriormente se matriculó en el Instituto Nacional General José Miguel Carrera, de donde egresó en 1942, con solo quince años.
Se formó profesionalmente en la Facultad de Ciencias Físicas y Matemáticas de la Universidad de Chile, en Santiago, de donde egresó en 1949 con el premio Roberto Ovalle Aguirre al mejor alumno de la carrera de ingeniería civil.
Tras terminar sus estudios contrajo matrimonio con Raquel Mezzano Bennett (hija del comandante en jefe del Ejército de Chile 1953-1954, Carlos Mezzano Camino), con quien tuvo nueve hijos; Soledad, Raquel, Fernando, Ana Elisa, Felipe, Francisco, Isabel Margarita, Sebastián y Paula.

## Actividad empresarial
Inició su vida laboral en una oficina de proyectos y construcción que dejó en 1950 para entrar a la estatal Empresa Nacional de Electricidad (Endesa). Luego de un año allí, emigró a la Compañía Manufacturera de Papeles y Cartones (CMPC), de la familia Matte, firma en la que terminó desempeñándose como gerente de producción en 1965.
Entre 1963 y 1966 ejerció la presidencia de la Corporación Chilena de la Madera (Corma), entidad que lideró también entre en 1996-1998 y en 2006-2008.
En 1966, por ofrecimiento del empresario Agustín Edwards Eastman, ocupó la gerencia general del El Mercurio, cargo que dejó en 1970 para asumir la presidencia del consejo de Empresas El Mercurio. Bajo su mando, el medio se transformó en uno de los más duros opositores a la administración del presidente socialista Salvador Allende, quien en septiembre de 1973 fue derrocado por un golpe de Estado dado por las Fuerzas Armadas y de Orden.
Se desempeñó también como director de entidades como Indus (1967-1970), Fondo Mutuo Crecinco (1967-1969), Compañía Chilena de Fósforos (1962-1967) y Compañía de Seguros La Philadelphia (1966-1970). Asimismo, fue presidente del Banco Morgan Finansa (1984-1986) y vicepresidente de la Compañía Sudamericana de Vapores.
En el plano académico, ayudó a crear la Universidad Finis Terrae; fue presidente del primer consejo directivo del Instituto Nacional de Capacitación Profesional (Inacap); y profesor de la Universidad de Chile.

## Actividad política
En octubre de 1973, un mes después del golpe militar, fue llamado por Pinochet, dictador de Chile, a servir como ministro de Economía, Fomento y Reconstrucción. Se transformó así en uno de los primeros miembros civiles de la nueva administración. Dejó el gabinete tras la crisis económica de 1975, siendo reemplazado por el economista Sergio de Castro.
Luego de colaborar los siguientes años en el sector público, mostró sus diferencias con la dictadura militar. Así, junto con el cardenal Juan Francisco Fresno y los dirigentes políticos Sergio Molina y José Zabala, impulsó el llamado Acuerdo Nacional. Esa propuesta tenía como objetivo avanzar hacia una normalización institucional del país.
Tras el retorno de la democracia a Chile, integró, en 1992, el equipo programático del entonces precandidato presidencial Sebastián Piñera. Tras no prosperar dicho proyecto, participó del comando del candidato de unidad de la derecha, a la postre derrotado, Arturo Alessandri Besa, en 1993.
En 1992, durante el Gobierno del democratacristiano Patricio Aylwin, fue comisario general del pabellón chileno en la Exposición Universal de Sevilla.
En 2006 recibió el Premio Nacional del Colegio de Ingenieros de Chile.
Falleció el 25 de septiembre de 2013. Sus restos fueron velados en la iglesia de la Inmaculada Concepción de Vitacura.